# Skydancer
Skydancer – debiutancki album Szwedzkiej grupy deathmetalowej Dark Tranquillity wydany w 1993 roku. Album wraz z Of Chaos and Eternal Night został wydany ponownie w 1999 roku (figuruje pod nazwą Skydancer / Of Chaos and Eternal Night) i zawiera utwory z obu tych wydawnictw.

## Lista utworów
1. „Nightfall by the Shore of Time” − 4:46
2. „Crimson Winds” − 5:28
3. „A Bolt of Blazing Gold” − 7:14
4. „In Tears Bereaved” − 3:50
5. „Skywards” − 5:06
6. „Through Ebony Archways” − 3:47
7. „Shadow Duet” − 7:05
8. „My Faeryland Forgotten” − 4:38
9. „Alone” − 5:45

## Twórcy
- Anders Fridén − śpiew
- Mikael Stanne − gitara elektryczna, śpiew towarzyszący
- Niklas Sundin − gitara elektryczna, gitara akustyczna
- Martin Henriksson − gitara basowa, gitara akustyczna
- Anders Jivarp − perkusja